# Avstralski in novozelandski korpus kopenske vojske
Avstralsko-novozelandski korpus kopenske vojske (angleško Australia and New Zealand Army Corps; kratica ANZAC) je bil združeni avstralsko-novozelandski korpus, ki je na strani antantnih sil sodeloval v prvi svetovni vojni. Ustanovljen je bil v Egiptu leta 1915 z namenom, da zavzame Gallipoli in tako prisili Otomansko cesarstvo v kapitulacijo. Poveljstvo nad korpusom je prevzel general William Birdwood, ki je v korpus združil avstralske in novozelandske ekspedicijske sile. Korpus je bil uradno razpuščen leta 1916 po porazu zavezniških sil v bitki za Gallipoli, iz njegovih ostankov so formirali I. in II. ANZAC korpus.

## Ustanovitev korpusa
Načrti za formiranje korpusa so se pojavili novembra 1914, ko so se v Avstraliji in Novi Zelandiji začeli zbirati prvi vojaki. Sprva so vojake nameravali poslati na zahodno fronto, vendar so se zaradi izkušenj, ki so jih dobili s kanadskim ekspedicijskim korpusom, premislili. Namesto v Evropo so jih poslali v Egipt kjer naj bi se najprej opremili in usposobili nato pa naj bi jih kot skupen korpus poslali v Francijo. Britanski sekretar za vojno Horatio Kitchener je poveljstvo nad korpusom zaupal generalu Williamu Birdwoodu, poveljujoči kader pa so v glavnem prevzeli podčastniki in častniki iz britansko indijske vojske.
Med formiranjem korpusa je prišlo, do številnih razprav o njegovem imenu. Sprva so korpus nameravali imenovati Australasian Army Corps (Avstralski vojaški korpus) vendar so ime zaradi protestiranja vojakov iz Nove Zelandije spremenili v Australian and New Zealand Army Corps (Avstralski in Novo Zelandski vojaški korpus). Ker je bilo ime dolgo in zaradi tega nepraktično si je vojaška administracija hitro izmislila okrajšavo A. & N.Z.A.C ali bolj enostavno kar ANZAC. Okrajšava se je sprva uporabljala samo na papirju, šele po desantu na Gallipoli pa se je začela uporabljati tudi med navadnimi vojaki.
Ob ustanovitvi je bil korpus sestavljen iz naslednjih enot: 1. avstralske divizije, novozelandske pehotne brigade, 1. avstralske lahke konjeniške brigade in novozelandske konjeniško-strelske brigade. Kmalu zatem pa so korpusu dodali še 4. avstralsko pehotno brigado in še dve lahki konjeniški brigadi, dodali pa so jim tudi številne manjše enote iz različnih koncev kraljestva, kot so bili npr. britanski marinci, indijsko topništvo, indijska pehotna brigada, irska pehotna brigada, ...

## Razpustitev in preoblikovanje
Po evakuaciji iz Gallipolija decembra 1915 in januarja 1916 so se preživele enote ANZAC ponovno zbrale v Egiptu. ANZAC so tam nato razpustili iz njegovih ostankov pa formirali eno novozelandsko divizijo in dve avstralski diviziji, ki sta se nato preoblikovali v I. in II. ANZAC divizijo. S tem preoblikovanjem je ANZAC kot skupna vojaška enota nehal obstajati ime pa je opisovalo le še, da so enote sestavljene večinoma iz Avstralcev in Novozelandcev. Poveljstvo nad prvo divizijo je prevzel general Birdwood, poveljstvo nad drugo divizijo pa general Alexander Godley. Po preoblikovanju so diviziji na novo opremili in izurili nato pa so ju sredi leta 1916 poslali v Francijo.
Ime ANZAC se je pojavilo še večkrat po prvi svetovni vojni. Leta 1941 so se tako poimenovale avstralske in novozelandske čete, ki so bile nameščene v Grčiji. S padcem Grčije konec aprila 1941 in evakuacijo britanskih čet se to ime med drugo svetovno vojno ni več uporabljalo. Med vietnamsko vojno so oznako uporabljali avstralski in novozelandski bataljoni, ki so sodelovali skupaj z Američani. Od leta 2006 oznako ANZAC uporabljajo avstralske in novozelandske mirovne enote na Timorju.